# Iglesia de los Clérigos
La iglesia de los Clérigos o Nuestra Señora de las Necesidades y la Asunción de la Virgen es un edificio barroco diseñado por el arquitecto Nicolau Nasoni formando con su famosa torre un conjunto arquitectónico muy conocido en la ciudad de Oporto.

## Historia
La historia de la Iglesia de los Clérigos se remonta a la Hermandad de los Clérigos Pobres constituida en Oporto como fusión de tres organizaciones benéficas que ya existían en la ciudad durante el siglo XVII para socorrer a los clérigos en dificultades: la Cofradía de los Clérigos Pobres de Nuestra Señora de la Misericordia (fundada en 1630), la Hermandad de San Felipe Neri (fundada en 1665) y la Hermandad de los Clérigos de San Pedro. La nueva institución pronto dispuso de capital propio obtenido a través de donaciones y otras aportaciones, pero carecía de una casa particular o una iglesia por sus funciones religiosas por lo que, inicialmente, las desarrolló en la Iglesia de la Misericordia de Oporto. El 31 de mayo de 1731 se celebró una junta general, presidida por D. Jerómimo Távora e Noronha, el principal mecenas de Nasoni, con el fin de decidir sobre la propuesta de construir una nueva iglesia para la Hermandad de los Clérigos Pobres.
Para la construcción del nuevo templo, la Hermandad aceptó la donación de un terreno baldío, ubicado en la parte superior de la calzada que iba desde la fuente de Arca hasta el "cerro de los ahorcados" (un terreno fuera de la antigua muralla fernandina, donde eran enterrados los ajusticiados en la horca y aquellos que morían fuera de la religión y que debido a la nueva construcción de la iglesia y de la Torre de los Clérigos, el cementerio fue trasladado a otro lugar, cerca del Hospital de San Antonio). También se creó una comisión de cuatro hermanos para administrar las obras. Como titular de la iglesia se propusieron tres posibles: Nuestra Señora del Socorro, Nuestra Señora de las Necesidades y la Asunción de la Virgen, siendo esta última la elegida.
La primera piedra de la iglesia se colocó el 23 de junio de 1732 y contó con la presencia del arquitecto Nasoni mientras tocaban todas las campanas de los templos de la ciudad al mismo tiempo para celebrar este hecho. Las obras avanzaron a buen ritmo pero después de algún tiempo se detuvieron por completo, probablemente debido a intrigas promovidas por el párroco de San Ildefonso, preocupado por la posible competencia que se pudiera crear con el nuevo templo. La expulsión del maestro cantero Antonio Pereira, aliado del mencionado párroco, y su sustitución por Miguel Francisco da Silva no modificó la situación de las obras. En 1745, se realizó un estudio en el que no se aprobaron los cimientos de la fachada por lo que se decidió demolerlos y volver a ejecutarlos de acuerdo con la importancia del trabajo.
El 28 de julio de 1748 la iglesia fue abierta al culto sin estar completamente acabada. La fachada fue concluida dos años después y las obras de la escalera de acceso a la iglesia se iniciaron en 1750 y duraron cerca de cuatro años. Finalizado el templo, la Hermandad comenzó a pensar en la necesidad de construir un hospital y una enfermería para acoger y curar a los hermanos enfermos y pobres, pero el trabajo no comenzó hasta 1753 con la donación de otro terreno situado detrás de la iglesia .
Debido a los cambios radicales y de ampliación que sufrió con relación al proyecto original, el presbiterio tuvo que ser completamente reconstruido, entre 1767 y 1773 seguido de otros pequeños arreglos. Las obras se dieron por completamente concluidas en 1779 y la consagración de la iglesia se realizó el 12 de diciembre de este año por el obispo de Oporto Fray Juan Rafael de Mendonça
Nasoni fue enterrado en esta iglesia, a la que dedicó mucho tiempo.
La obra es un notable ejemplo de síntesis de arquitectura barroca y rococó del norte de Portugal.